# Radovan Miletić
Pour les articles homonymes, voir Miletić.
Radovan Miletić (en serbe : Радован Милетић (пуковник)) né le 12 janvier 1844 à Požarevac (Serbie) et mort en 1919 à Belgrade (Serbie), est un colonel et géographe de l'armée serbe. 
Il est le colonel aux commandes de la division Timok en 1885 durant la guerre serbo-bulgare. Il est sous la direction de Milojko Lešjanin. Il est également ministre de l'armée de Serbie au ministère de la Défense du 11 février 1891 au 7 mai 1891. Il est remplacé par Jovan Praporčetović.

## Biographie
Radovan Miletić est né le 12 janvier 1844 à Požarevac. Il obtient son diplôme de premier cycle à Visaka škola et sa scolarité militaire à l'Académie militaire avant de poursuivre ses études à l'étranger. Il est diplômé du département de géographie de l'université de Vienne en 1872.
En 1880, le ministère de l'Économie nationale fonde une commission pour créer un département de géographie au siège de l'état-major serbe sous la direction de Miletić. Dans ce rôle, ce dernier a effectué la première étude topographique de l'ensemble du royaume de Serbie de 1881 à 1892 avec une équipe composée du douanier Kosta Stefanović et des ingénieurs Miša Marković et Svetozar Zorić.
Le 23 février 1891, Radovan Miletić et Andra Nikolić sont élus ministres dans le cabinet de Nikola Pašić. Ils restèrent en poste jusqu'au 22 août 1892.
Au cours de sa carrière, Radovan Miletić occupe les postes de chef d'état-major, de colonel d'état-major général, de chef du département géographique et de chef d'état-major général. Il est décédé en 1919.